# Kim Ho-gyu
Kim Ho-gyu, född 14 november 1950, är en nordkoreansk bågskytt. Hon deltog vid olympiska sommarspelen 1972.